# Robert Fournier-Sarlovèze
Mortimer Henri-Robert Fournier-Sarlovèze (Parigi, 14 gennaio 1869 – Compiègne, 18 luglio 1937) è stato un giocatore di polo e politico francese.

## Biografia

### Giocatore di polo
Fournier-Sarlovèze partecipò al torneo di polo della II Olimpiade di Parigi del 1900. La sua squadra, il Bagatelle Polo Club de Paris, fu eliminata in semifinale, aggiudicandosi così la medaglia di bronzo. Questa medaglia è attribuita alla squadra mista dato che nel suo team era presente anche un britannico.
A quell'Olimpiade prese parte anche sua moglie, la golfista Madeleine Fournier-Sarlovèze.

### Politico
Conservatore convinto, Fournier-Sarlovèze fu per due volte deputato della Camera dei deputati della Terza Repubblica francese, precisamente dal 1910 al 1914 e dal 1919 al 1932. In entrambe le occasioni fu candidato come rappresentante del dipartimento dell'Oise. I suoi impegni maggiori furono la lotta all'anticlericalismo e l'abolizione dell'imposta sul reddito delle persone fisiche.
Durante la sua carriera politica fu anche sindaco di Compiègne, città nella quale morì il 18 luglio 1937.

## Palmarès
| Anno | Manifestazione  | Sede   | Evento | Risultato |
| ---- | --------------- | ------ | ------ | --------- |
| 1900 | Giochi olimpici | Parigi | Polo   | Bronzo    |